# 藤井かよ
藤井 かよ（ふじい かよ、1936年1月17日 - 2009年12月29日）は、日本の英米文学研究者、比較文化学者、翻訳家。

## 人物
1959年早稲田大学文学部卒業。1959年から1963年アメリカ、イギリス、イタリアへ遊学。1968年同大学大学院博士課程満期退学（英文学）。
大正大学文学部講師、早稲田大学文学部講師。1978年より大正大学教授。
2006年「恋愛小説と現代の女性文化」で大正大学文学博士。2006年定年、名誉教授。
大正大学は藤井の遺志により留学生向けの「藤井かよ奨学金」を運用している。
夫は物理学者の藤井昭彦。

## 著書
- 『大学"象牙の塔"の虚像と実像』（丸善ブックス） 1997

## 翻訳
- 『マロウンは死ぬ』（サミュエル・ベケット、永坂田津子共訳、太陽社） 1969
- 『フィネガン徹夜祭』（ジェイムズ・ジョイス、鈴木幸夫, 野中涼, 紺野耕一, 永坂田津子, 柳瀬尚紀共訳、都市出版社） 1971
- 『ネルンストの世界 ドイツ科学の興亡』（K・メンデルスゾーン、藤井昭彦共訳、岩波書店） 1976
- 『セント・アーベインの騎士』（モルデカイ・リッチラー、井内雄四郎共訳、早川書房） 1978
- 『飼われた猫のように ある愛の記憶』（エリザベス・マクニール、早川書房） 1979、のち映画化され『ナインハーフ』としてハヤカワ文庫
- 『貝殻の上のヴィーナス』(キルゴア・トラウト、ハヤカワ文庫） 1980
- 『時間の源流をたずねて その物理像の変遷』（D・パーク、藤井昭彦共訳、講談社） 1981
- 『解放されたフランケンシュタイン』（ブライアン・W・オールディス、早川書房） 1982
- 『二十歳への時間割』（マーティン・エイミス、早川書房） 1982
- 『オー・マスター・キャリバン!』 (フィリス・ゴットリーブ、ハヤカワ文庫） 1982
- 『ハーヴァード・メディカル・スクール ぼくの医学修行』（チャールズ・レバロン、早川書房） 1983
- 『ヴェネツィア幻視行』（ジャネット・ウィンタースン、早川書房） 1988
- 『砂の上の雲』（ガブリエッラ・デ・フェラーリ、早川書房） 1993